# The Eternal Idol
| 전문가 평가                   | 전문가 평가 |
| 평가 점수                     | 평가 점수   |
| 출처                          | 점수        |
| ----------------------------- | ----------- |
| Allmusic                      | [ 1 ]       |
| The Rolling Stone Album Guide | [ 2 ]       |
| Classic Rock                  | 4/10        |
| Martin Popoff                 | 10/10       |

《The Eternal Idol》은 1987년 11월 23일에 발매된 영국의 록 밴드 블랙 사바스의 열세 번째 스튜디오 음반이다. 이 음반은 보컬 토니 마틴의 첫 번째 블랙 사바스 음반이다. 그것은 빌보드 200 차트에서 6주를 보냈고, 168로 정점을 찍었다.
워너 브라더스 레코드(북미)가 발매한 블랙 사바스의 신소재의 마지막 정규 음반이자, 2013년 《13》이 발매될 때까지 원래 레이블인 버티고 레코드를 통한 마지막 음반이기도 하다.

## 곡 목록
작곡은 모두 토니 아이오미가 맡았고, 작사는 토니 마틴과 제프 니컬스가 쓴 〈Black Moon〉과 〈Some Kind of Woman〉을 제외하고, 모두 밥 데이즐리, 레이 길런이 맡았다.
| #  | 제목                  | 재생 시간 |
| -- | --------------------- | --------- |
| 1. | 〈The Shining〉       | 6:00      |
| 2. | 〈Ancient Warrior〉   | 5:28      |
| 3. | 〈Hard Life to Love〉 | 5:00      |
| 4. | 〈Glory Ride〉        | 4:49      |

| #  | 제목                         | 재생 시간 |
| -- | ---------------------------- | --------- |
| 5. | 〈Born to Lose〉             | 3:43      |
| 6. | 〈Nightmare〉                | 5:19      |
| 7. | 〈Scarlet Pimpernel (기악)〉 | 2:05      |
| 8. | 〈Lost Forever〉             | 4:03      |
| 9. | 〈Eternal Idol〉             | 6:33      |